# 戈瑟河
51°53′57″N 10°24′56″E / 51.89917°N 10.41556°E

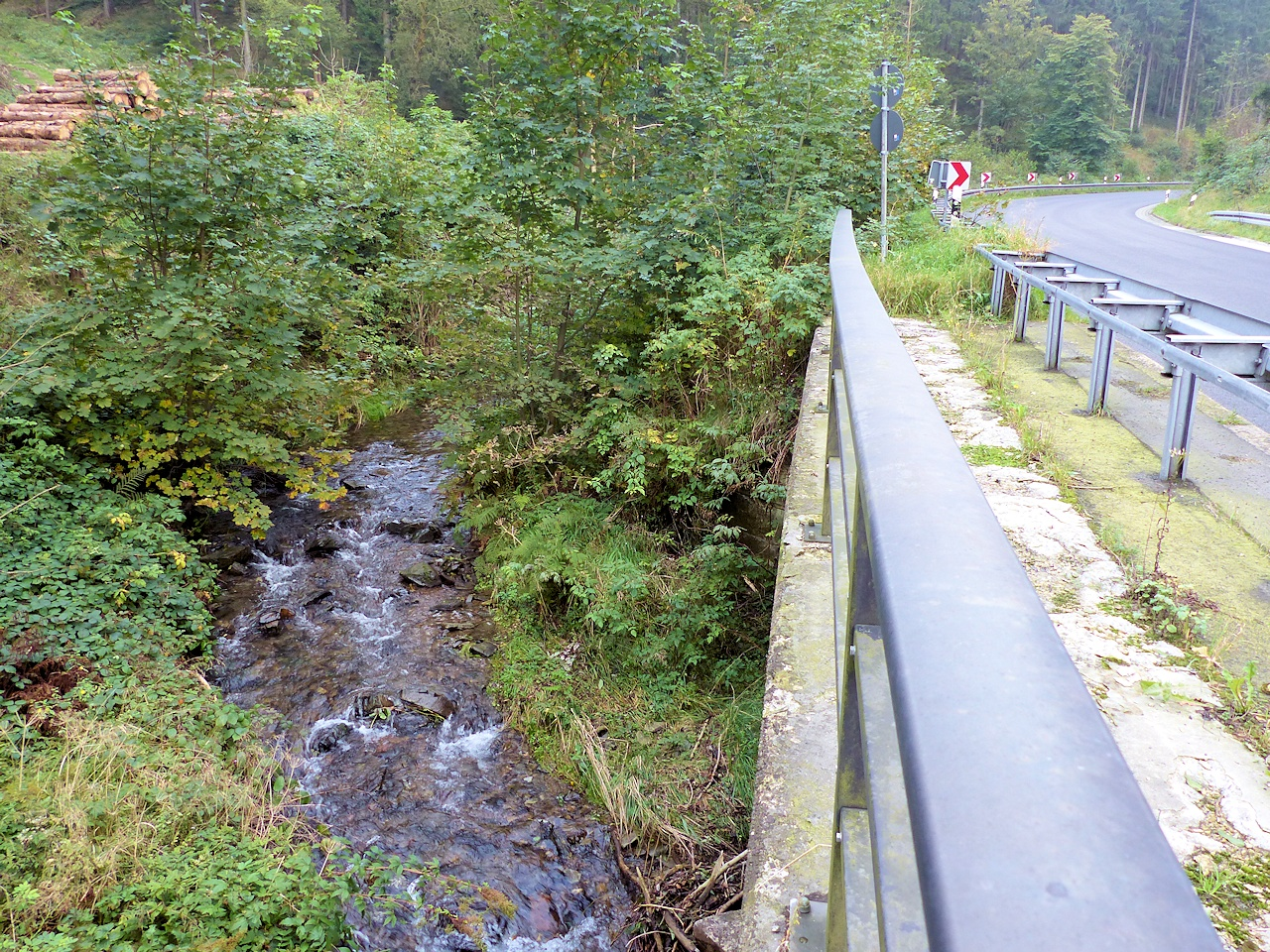
戈瑟河

戈瑟河（德語：Gose），是德國的河流，位於該國西北部，由下薩克森州負責管轄，屬於阿布楚赫特河的左支流，河道全長7.1公里，流域面積9.3平方公里。